# Wielkie Radowiska
Wielkie Radowiska – wieś w Polsce położona w województwie kujawsko-pomorskim, w powiecie wąbrzeskim, w gminie Dębowa Łąka. Do 1954 roku miejscowość była siedzibą władz gminy Wielkie Radowiska. W latach 1975–1998 miejscowość administracyjnie należała do województwa toruńskiego. Według Narodowego Spisu Powszechnego (III 2011 r.) liczyła 543 mieszkańców. Jest drugą co do wielkości miejscowością gminy Dębowa Łąka.
We wsi znajduje się parafia pod wezwaniem św. Jakuba Apostoła.

## Zabytki
Według rejestru zabytków NID na listę zabytków wpisany jest kościół parafialny pw. św. Jakuba, XIV w., 1580 r., koniec XVIII w., nr rej.: A/200 z 13.07.1936.